# Rencor apasionado
Rencor apasionado es una telenovela mexicana producida por Televisa en 1998 de la mano de Lucero Suárez. 
Fue protagonizada por Natalia Esperón y Eduardo Santamarina con las participaciones antagónicas de Aracely Arámbula, Magda Karina y Roberto Ballesteros. Contó además con las actuaciones estelares de Blanca Sánchez, Luis Gimeno entre otros, con el debut de Víctor Noriega y Luis Gerardo Núñez.

## Sinopsis
Tras la muerte de sus padres y de su hermano, la heredera Karina Rangel sufre una crisis nerviosa y al despertar se encuentra en un hospital psiquiátrico, encerrada por Mariana,su hermana mayor, quien aprovecha y quiere apoderarse de la fortuna.
Germán, un empleado fiel de Karina, urde un plan para liberarla de la tutoría de su hermana: el matrimonio. Con la ayuda del abogado Marcelo Bernal y el arquitecto Ricardo del Campo, una boda de conveniencia es arreglada entre Karina y Mauricio Gallardo, un joven engreído y sobrino de Ricardo su familia está al borde de la quiebra.
Ella conseguirá su libertad y él recibirá el dinero para salvar la fortuna de la familia Rangel-Rivera. Pero a Karina le dicen que Mauricio está dispuesto a casarse con ella para ayudarla.
Al ver la foto de Mauricio, y conmovida ante su generosa ayuda, Karina se enamora de él. Pero Mauricio solo quiere su dinero y al conocerla siente repulsión por la apariencia de Karina. Se casan, para separarse luego.
Mauricio se va de viaje, pero un año después, volverá a encontrarse con Karina ahora convertida en la bella Leonora, una mujer que solo le guarda rencor por su rechazo.

## Elenco
- Natalia Esperón - Karina Rangel / Leonora Lujan
- Eduardo Santamarina - Mauricio Gallardo
- Aracely Arámbula - Mayté Monteverde
- Magda Karina - Mariana Rangel
- Víctor Noriega - Gilberto Monteverde
- Blanca Sánchez - Elena Del Campo Viuda de Gallardo
- Luis Gimeno - Germán Reyes
- Oscar Morelli - Ernesto Monteverde
- Kuno Becker - Pablo Gallardo Del Campo
- Juan Carlos Serrán - Ricardo Del Campo
- Gastón Tuset - Lic. Marcelo Bernal
- Patricia Martínez - Flor Jiménez
- Silvia Caos - Esther Monteverde
- Gustavo Negrete - Dr. Martínez
- Gloria Izaguirre - Cholita
- Alejandro Ávila - Alejandro Mena
- Evelyn Murillo - Rebeca
- Silvio Fornaro - Gastón Ginetti
- Eugenio Lobo - Hilario
- Rosita Quintana - Angelita
- Zamorita - Comisario de Policía
- Rudy Casanova - Jerónimo
- Juan Carlos Colombo - Dr. Otto Heifel
- Juan Imperio - Vicente
- Silvia Lomelí - Laura
- Julio Mannino - Efraín
- Mercedes Molto - Martha Valdivia
- Julio Beckles - Juancho
- Luis Gerardo Núñez - Gabino Sánchez
- María Prado - Malvis Del Río
- Paola Otero - Katy
- Rosita Pelayo - Adriana
- Jorge Poza - Antonio "Tony" Mendiola
- Raúl Ramírez - William "Bill" Harrison
- Marco Uriel - Lic. Arcadio Mendiola
- Julio Vega - Sebastián
- Roberto Ballesteros - Carmelo Camacho
- Ricardo de Pascual Jr. - Luis
- Pompín Iglesias - Rodobaldo Ilizariturri Menchaca
- Luisa Huertas - Felicitas Ilizariturri Menchaca
- Lupe Vázquez - Angustias
- Gabriela Salomón - Rosa
- Oyuki Manjarrez - Nachita
- Anna Sobero - Tiara
- Eduardo Borja - Agustín
- Juan Ángel Esparza - Julio Rangel Rivera
- Dolores Salomón "Bodokito" - Amparo
- Fernando Torres Lapham - Doctor en Nipau
- Paulina de Labra
- Mónika Muñoz
- Brando
- Lina Durán
- Irma Garzón
- Enrique Imperio
- Tomás Leal
- Sandy Lomelí

## Equipo de producción
- Historia original: Hilda Morales de Allouis
- Versión libre: Marcia del Río, Lucero Suárez
- Adaptación: Marcia del Río, Lucero Suárez, Salvador Fernández
- Adaptación línea cómica: Pedro Pablo Quintanilla
- Tema musical: Rencor apasionado
- Autor: Rigo Palma
- Arreglo: Mario Figueroa
- Interpreta: Jan
- Música incidental original: Paco Navarrete
- Con la colaboración de: Nacho Retally
- Escenografía: María Teresa Ortíz
- Ambientación: Laura Ocampo
- Vestuario: Luisa Fernanda Santiesteban, Lorena Huerteros
- Edición: Fernando Valdés, Juan Ordóñez
- Coordinación de locación: Eduardo Ricalo, Omar Noceda
- Coordinador de producción: Jorge Sosa Lanz
- Productor adjunto: Hugo Salinas
- Dirección de escena en locación: Lucero Suárez, Gastón Tuset
- Director de cámaras: Óscar Morales
- Director de escena: Rafael Perrín
- Producción ejecutiva: Lucero Suárez